# Тодорово (Разградская область)
Тодорово (болг. Тодорово) — село в Болгарии. Находится в Разградской области, входит в общину Исперих. Население составляет 760 человек.

## Политическая ситуация
В местном кметстве Тодорово, в состав которого входит Тодорово, должность кмета (старосты) исполняет Рейхан Шериф Шериф (Движение за права и свободы (ДПС)) по результатам выборов правления кметства.
Кмет (мэр) общины Исперих — Адил Ахмед Решидов (Движение за права и свободы (ДПС)) по результатам выборов в правление общины.